# Pedit5
『pedit5』は1975年にアメリカのコンピュータ支援教育システムPLATOでRusty Rutherfordによって製作された現存する最初期の
コンピュータRPG(en:dungeon crawl video game）である。
他のPLATOソフトウェアと同様、ゲームはメインフレーム内で作動していたが、離れた場所に複数設置された端末で操作することができた。

## ゲーム内容
1974年に誕生した最初のテーブルトークRPGである『ダンジョンズ&ドラゴンズ』の影響を多分に受けている。
プレイヤーは俯瞰視点でキャラクターを操作して財宝を貯めて怪物を倒しながら、40から50の部屋から成る単一階層のダンジョンを歩き回る。
怪物と遭遇したとき、キャラクターは攻撃をしたり、怪物から逃亡したり、あるいはいくつかの呪文のうち一つを使用することができる。
キャラクターのデータは最大20人分まで保存することができた。

## 製作背景
pedit5という名前は、PLATOシステム上のプログラムを行うワークスペースを指し、Rutherfordが当時所属していたイリノイ大学の研究グループ"Population and Energy"に由来する。
グループに割り当てられた"pedit1"から"pedit5"までの5つのワークスペースのうち1から3は実際の研究に用いられ、4をゲームのマニュアル、5をゲーム本体の格納スペースとしていたが、システム管理者によってPedit5は削除された。

## バージョン
pedit5のオリジナル版はPLATO上から削除されたが、削除前にゲームのソースを確保していた3人のプログラマーPaul Reschと Larry Kemp、 Eric Hagstromによってゲーム内容を著しく改善した新しいバージョンが、「orthanc」として作られた（題名は小説『指輪物語』に登場する塔に由来する）。
一方、オリジナルのpedit5は「Orthanc1」として復活し、orthancとorthanc1の両方は削除されること無くPLATOシステムに残された。
これらのゲームは、2014年現在でもインターネットでPLATO(Cybis)システム、あるいはそのエミュレータ上でプレイできる。